# Scolecolachnum
Scolecolachnum is een geslacht van schimmels behorend tot de familie Hyphodiscaceae. De typesoort is Scolecolachnum pteridii.

## Soorten
Volgens Index Fungorum telt het geslacht twee soorten (peildatum september 2023):
| Soortnaam                | Auteur(s)                     | Publicatiejaar |
| ------------------------ | ----------------------------- | -------------- |
| Scolecolachnum nigricans | Ekanayaka & K.D. Hyde         | 2019           |
| Scolecolachnum pteridii  | Guatim., R.W. Barreto & Crous | 2016           |